# 자비야바

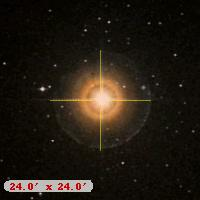

처녀자리 베타(Beta Virginis, β Vir, β Virginis)는 처녀자리에 있는 황백색 주계열성으로 분광형은 F9V이다. 이 별의 전통적인 이름은 자비야바 또는 자비야, 알라라프가 있다. 바이어 명명법에 의하면 베타로 두 번째로 밝은 별이어야 하나, 실제로 이 별은 별자리 내에서 다섯 번째로 밝다.
물리적으로 베타별은 태양보다 더 크고 밝으며 중원소가 풍부하다. 이는 헬륨보다 무거운 원소의 비율이 태양의 그것보다 큼을 뜻한다.
이 별은 황도 근처에 있으며 달에 의해 가릴 때가 있고 매우 드물게 행성이 가릴 때도 있다. 가장 가까운 행성에 의한 처녀자리 베타별의 엄폐 현상은 2069년 8월 11일 금성에 의해 일어날 것이다.
이 별은 아인슈타인이 1922년 9월 21일 일식 때, 우주 공간에서 빛의 속도를 측정하기 위해 이용한 별이기도 하다. 진공 속 빛의 속도는 태양에 가까워지면서 느려진다.

## 어원
중세에 이 별을 불렀던 호칭인 자비야바는 아랍어 زاوية العوى(자비야트 알-아와)에서 왔으며, 의미는 '짖는 개의 가장자리'이다.